# Sonderanhänger 206
Der Sonderanhänger 206 (kurz: Sd. Ah. 206) ist ein militärischer Spezialanhänger, der im Zweiten Weltkrieg in erster Linie für den Transport der 3,7-cm-Flak-Zwilling 43 entworfen wurde.

## Hintergrund

### Herkunft der Kreuzlafette und Sonderanhänger
Ab dem Jahr 1928 hatte sich das Reichswehrministerium innerhalb der engen Grenzen des Versailler Vertrags mit der künftigen Entwicklung spezieller Flakwaffen beschäftigt. Zentrale Waffe der Entwicklungsarbeit war ein Geschütz im Kaliber 7,5-cm, das auch als Prototyp gefertigt werden sollte. Die Intention war dieses Geschütz als einachsige Anhängelast zu konzipieren, um Marschkolonnen möglichst kurz zu halten. Auch sollte bei den 1930/31 verfügbaren Geschützen durch diese Bauart Gewicht gespart werden. Die Erfahrungen des Ersten Weltkriegs hatten gezeigt, dass größere Geschütze wegen der physikalischen Belastung der Fahrzeuglafette im Schuss nicht auf Kraftwagen montiert werden sollten. Die Lösung sollte ein vollständiges Kippen des Geschützes sein, um mit einer Achse arbeiten zu können, die Truppenerprobung zeigte jedoch, dass dies im Feldeinsatz nicht praktikabel war und zusätzlich ein hohes Verletzungsrisiko für die Mannschaft mit sich brachte.
In der Folge entwickelte das Unternehmen Krupp im Jahr 1932 eine Kreuzlafette, welche die 7,5-cm Flak L/60 nunmehr auf einem zweiachsigen Fahrgestell aus Vorder- und Hinterwagen, einem Sonderanhänger für diesen Geschütztypen, fahrbar machte. In anderen Ländern wurden zu dieser Zeit vergleichbare Lösungen für Flakgeschütze entwickelt.

### 3,7-cm-Flakanhänger

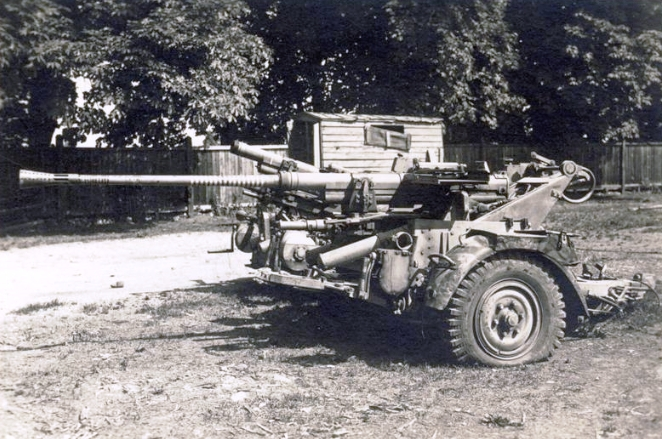
3,7-cm-Flak 36/37 auf Sd.Ah. 53 bei Kriegsende

Während die Entwicklungsarbeit für ein Geschütz zur Bekämpfung von Tieffliegern mit einem 2-cm-Maschinengewehr der Kriegsmarine, dass von Rheinmetall entworfen und bei Solothurn gefertigt wurde, dem 2-cm-MG C/30 im Jahr 1928 begann, wurde 1930 Rheinmetall vom Reichswehrministerium beauftragt ein Geschütz im Kaliber 3,7-cm zu entwickeln, da der Wirkungsbereich der 2-cm-Waffe auf 1.600 Meter beschränkt war. Wie auch der erste Entwurf der 2-cm-Waffe erhielt dieses bis 1933 entwickelte Geschütz eine Kreuzlafette und es wurde der zweiachsige Sonderanhänger 104 für die Fahrbarmachung verwendet.
Durch die Entwicklung der 3-Punkt-Lafetten für die 2-cm-Flak 30 und später auch für die 3,7-cm-Flak 36 wurde die Zweiachslösung für deutsche Standardgeschütze der leichten Flugabwehr zunächst nicht mehr benötigt. Mit diesen Waffen kamen die hierfür entwickelten einachsigen Sonderanhänger 51 und Sonderanhänger 53 zum Einsatz.

### Sonderanhänger 104

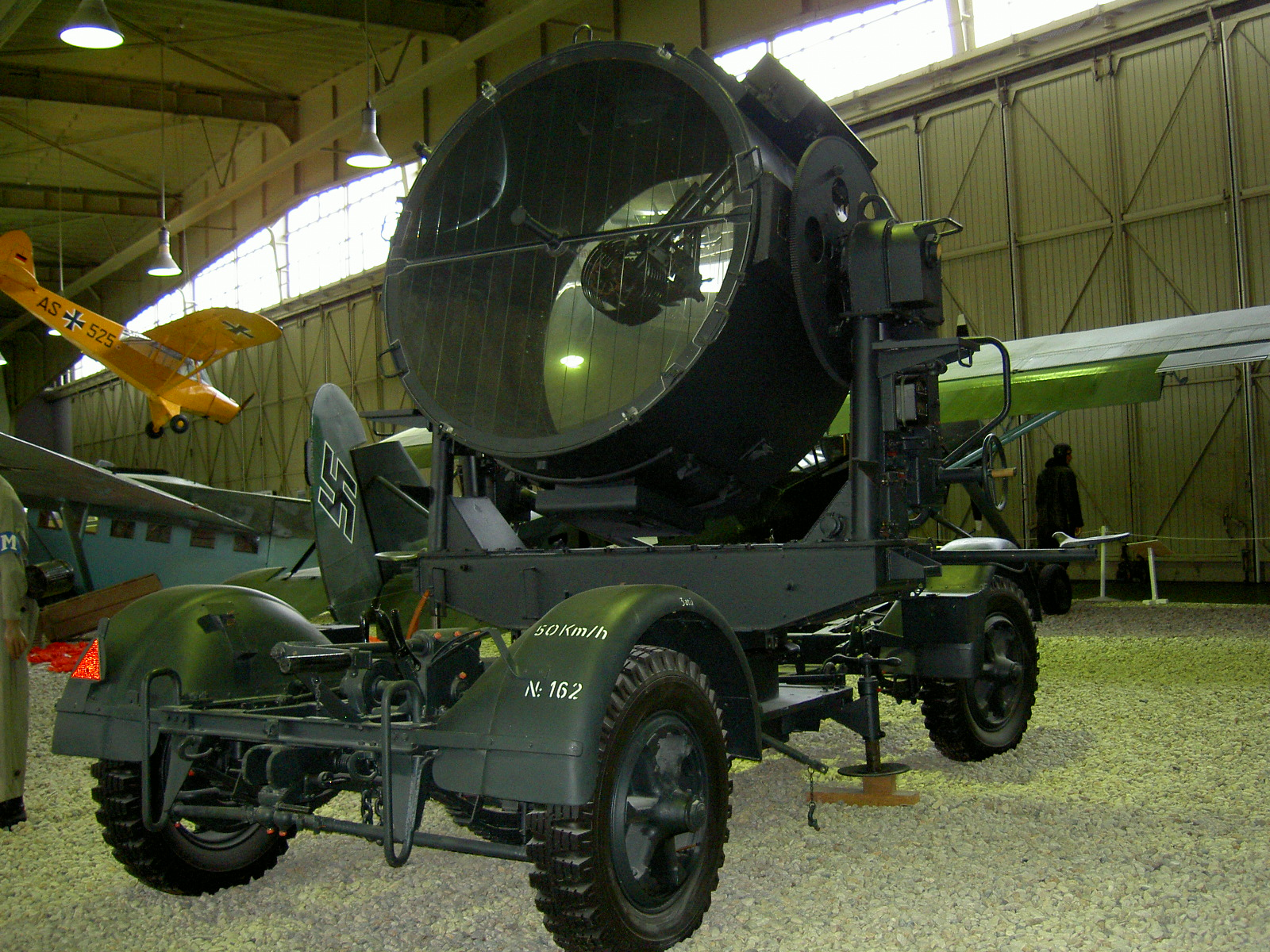
Flakscheinwerfer auf Sd.Ah. 104

Bei der Entwicklung der deutschen Luftabwehrtruppe griff die Luftwaffe im Allgemeinen für ihren Fahrzeugpark auf vom deutschen Heer eingeführte Kraftfahrzeuge zurück. Allerdings wurde in einigen Fällen die Entwicklung spezieller Sonderfahrzeuge für unbedingt erforderlich erachtet. Das Heereswaffenamt ließ deshalb bei der Industrie eine Anzahl von Spezialanhängern für den Transport von Gerät der Luftwaffe entwickeln.
Für mittelschwere Lasten wurde der Sonderanhänger 104 eingeführt, der zweiachsig aus einem Vorder- und Hinterwagen bestand und mit seinen Halterungen verschiedene Systeme transportieren konnte. Dies waren die 3,7-cm-Flak 18, das Kommandogerät 36, der 150-cm-Flakscheinwerfer, der Ringtrichter-Richtungshöher und der schwere Maschinensatz für den 150-cm-Flakscheinwerfer. Der Sonderanhänger 104 unterschied sich von den Sonderanhängern 201, 202, 203 und 205 für die schweren Flak-Geschütze durch die einfache Bereifung auf beiden Achsen.

### Sonderanhänger 206

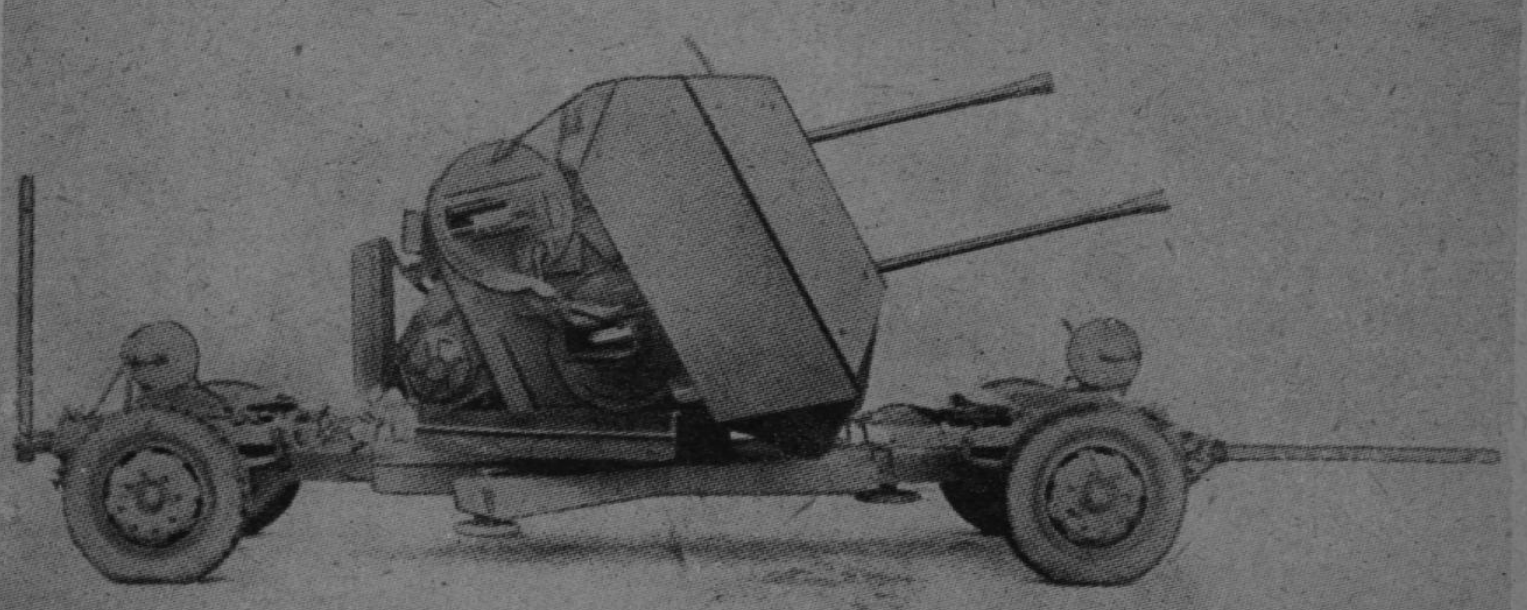
Sonderanhänger 206 mit verlasteter 3,7 cm Flak-Zwilling 43

Größe und Gewicht der 1944 eingeführten 3,7-cm-Flak-Zwilling 43 führten dazu, dass die Fahrbarmachung des Geschützes nicht mehr mit einem Einachshänger möglich war. In Anlehnung an die bereits eingeführten Lafettierungen wurde ein neuer Anhänger geschaffen, welcher auch als Ersatz für den Sonderanhänger 104 genutzt werden konnte. Der Anhänger zeigt dabei die typischen Merkmale der am Ende des Zweiten Weltkriegs häufigen Einsparmaßnahmen, wie fehlende Abdeckungen über den Rädern.
Offiziell eingeführt wurde der Sonderanhänger 206 im November 1944.
Als Zugmittel wurde oftmals der schwere geländegängige Lastkraftwagen 4,5 t verwendet. Über kurze Strecken konnte der Sonderanhänger in geeignetem Gelände aber auch mit Manneskraft bewegt werden.

## Technische Beschreibung
Der Sonderanhänger 206 bestand aus zwei gleichen einachsigen Fahrgestellen, welche austauschbar waren. Je ein Fahrgestell bestand aus acht Hauptteilen. Diese waren
- die Räder
- die Achsen mit Federn und Lenkung
- das Fahrgestell
- die Fahrbremse
- die Kettenwinde
- der Werkzeugkasten
- die Zugstange
- das Abstandsrücklicht mit Verbindungsleitung

Die Rahmen bestanden aus formgepressten, zusammengeschweißten Blechen. Vier Querträger dienten als Verstärkung der Fahrgestelle. Am dritten dieser Querträger befand sich die Aufhängung der Geschützbettung und die Klauenverriegelung. Die luftbereiften Räder hatten eine Stahlgussnabe. Jedes Fahrgestell verfügte über eine Zugstange mit Zugöse, wobei beim hinteren Fahrgestell diese Zugstange nach oben verriegelt wurde. Die Räder waren Blechscheibenräder mit einer Flachbettfelge und einem Schlangenventil. Die Achse bestand aus einer U-förmigen Mittelachse zwei konischen Achsschenkeln. Der Fahrgestellrahmen bestand aus formgepreßten Blechen und ruhte auf Federböcken. Am ersten Querträger ist der Bock zur Verriegelung der Lenkung befestigt. Am zweiten Querträger waren die Lagerstellen für den Lenkkopf vorhanden.
Auf jedem Fahrgestell gab es über dem Luftbehälter einen Werkzeugkasten mit klappbarem Deckel. Dort befanden sich die zwei Gleitschutzketten und weiteres Zubehör. Zwischen dem 2. und 3. Querträger ruhte der Lagerbock für die Kettenwinde. Diese gab es bei jedem Fahrgestell und diente zum Heben und Senken der Geräte.

## Einsatz
Zum Einsatz kam der Anhänger bei den Flakbatterien mit der 3,7 cm Flak der motorisierten leichten und schweren Flak-Abteilungen der Luftwaffe. Ab 1944 wurden auch die Fla-Kompanien in den Panzerjägerabteilungen der Volksgrenadier- und Infanteriedivisionen ausgestattet.
Neben dem Transport der 3,7 cm Flak-Zwilling 43, wurde der Sonderanhänger 206 für den Transport der Flugabwehr-Rakete Schmetterling, dem 200-cm-Scheinwerfer 43 und dem Maschinensatz 120 kW genutzt.